# هفت‌خواهران (نروژ)
هفت‌خواهران (De syv søstre  (نروژی) یا The Seven Sisters  (انگلیسی)) رشته کوهی در جزیره آلستن در شهرداری الستاهاگ واقع در شهرستان نوردلاند کشور نروژ است.